# رلف مارتین تسینکرناگل
رلف مارتین تسینکرناگل (آلمانی: Rolf Martin Zinkernagel؛ زادهٔ ۶ ژانویهٔ ۱۹۴۴) یک دانشمند اهل سوئیس است.
وی در سال ۱۹۹۶ برنده جایزه نوبل فیزیولوژی و پزشکی شده است.